# Franz Dienert
Franz Dienert est un footballeur allemand, né le 1er janvier 1900 et mort en 1978.
Évoluant au poste d'attaquuant au VfB Mühlburg, il fait partie du groupe sélectionné pour disputer la Coupe du monde 1934 que l'Allemagne termine à la troisième place.

## Biographie
Franz Dienert joue en Allemagne dans le club de la Gauliga Bauden du VfB Mühlburg lorsqu'il participe avec l'équipe d'Allemagne à la Coupe du monde 1934 en Italie. Il ne dispute aucune rencontre lors de la compétition et ne  compte aucune sélection en équipe nationale.
En demi-finale, la sélection est éliminée, sur le score de trois buts à un, par l'équipe de Tchécoslovaquie. Ils finissent troisième de la compétition en s'imposant face aux Autrichiens trois buts à deux lors de la petite finale.